# Критика программы Коммунистического Интернационала
«Критика программы Коммунистического Интернационала» — 200-страничная статья Льва Троцкого, написанная в 1928 году во время ссылки в Алма-Ату. 

## Описание и история
Ссыльные оппозиционеры, и прежде всего Троцкий, с большим вниманием отнеслись к работе VI конгресса Коминтерна, состоявшегося в Москве 17 июля — 1 сентября 1928 года. Это был первый конгресс, в котором не принимал участия Троцкий. Сам факт созыва международной коммунистической конференции через четыре года после предыдущего (до 1922 года конгрессы созывались ежегодно) свидетельствовал о том, что кремлёвское руководство уделяло этой организации все меньше внимания, хотя продолжало ее рассматривать как внешнеполитическое ответвление ЦК ВКП(б).
Как вспоминал один из делегатов Конгресса, американский коммунист Джеймс П. Кэннон, о том, как он ознакомился с программой Л. Д. Троцкого в своей книге «История американского троцкизма»:
«Но это оказалось огромной ошибкой — включение меня в комиссию по программе. Сталину это стоило не одного приступа головной боли, не говоря уже о Фостере, Лавстоуне и других. Так получилось из-за того, что Троцкий, сосланный в Алма-Ату, исключенный из Российской партии и Коммунистического Интернационала, направил обращение к Конгрессу. Троцкий, как вы можете видеть, не сдался и не ушел прочь от партии. Он вновь заявил о себе уже после исключения, при первой же возможности обратившись к Шестому Конгрессу Коминтерна не просто с документом, отстаивавшем его дело, но и с глубокой теоретической разработкой в форме критики того проекта программы, который был предложен Бухариным и Сталиным.»
Невзирая на негласные препятствия со стороны ОГПУ, программный документ Л. Д. Троцкого достиг адреса Коминтерна, собрав за лето 1928 года подписи преобладающего большинства сосланных оппозиционеров.

## Галерея

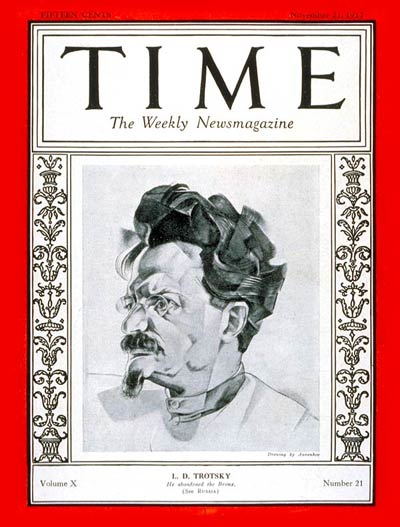
Троцкий на обложке журнала Тайм в 1927
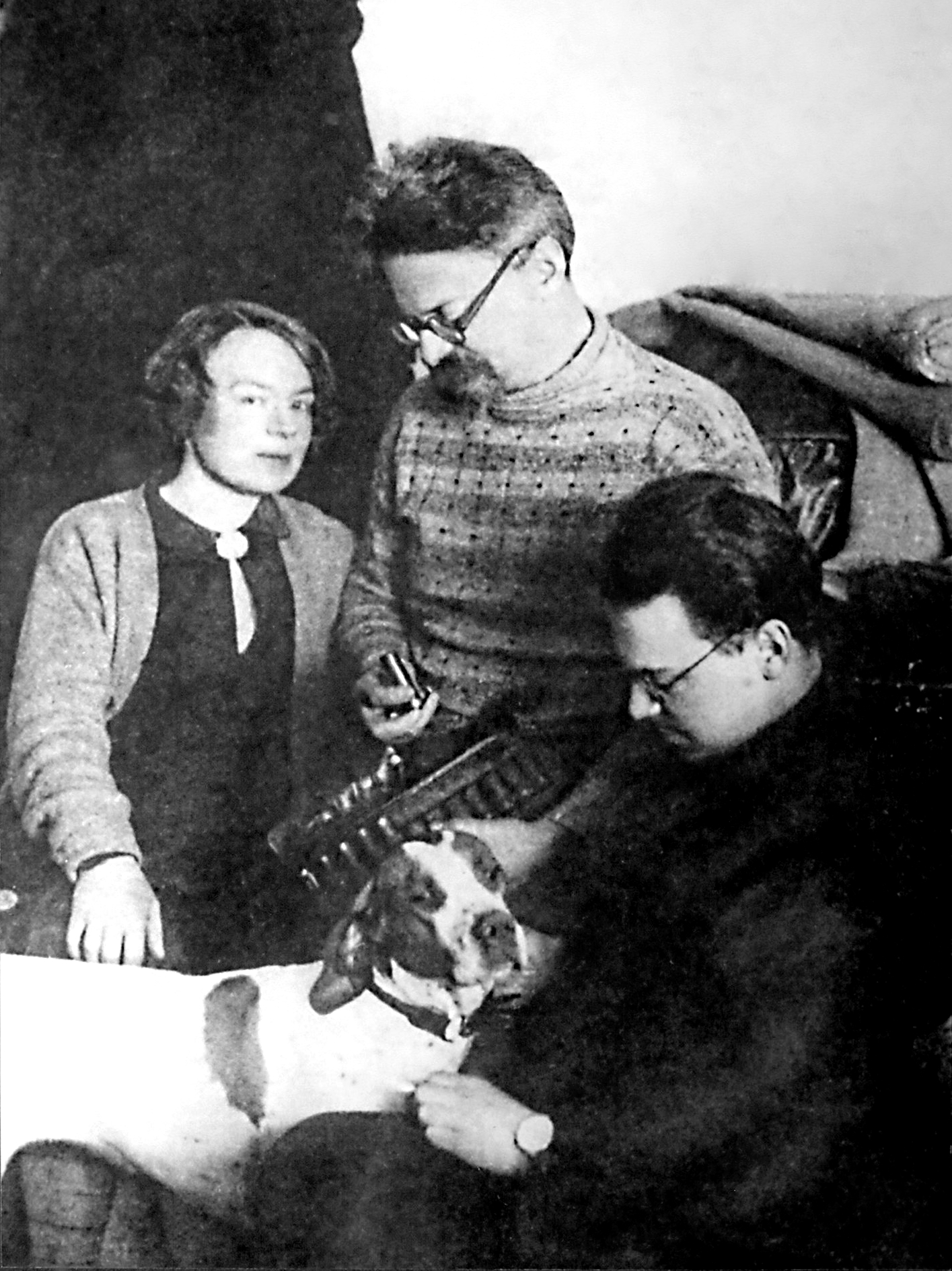
Троцкий с женой Натальей и сыном Львом в Алма-Ате в 1928
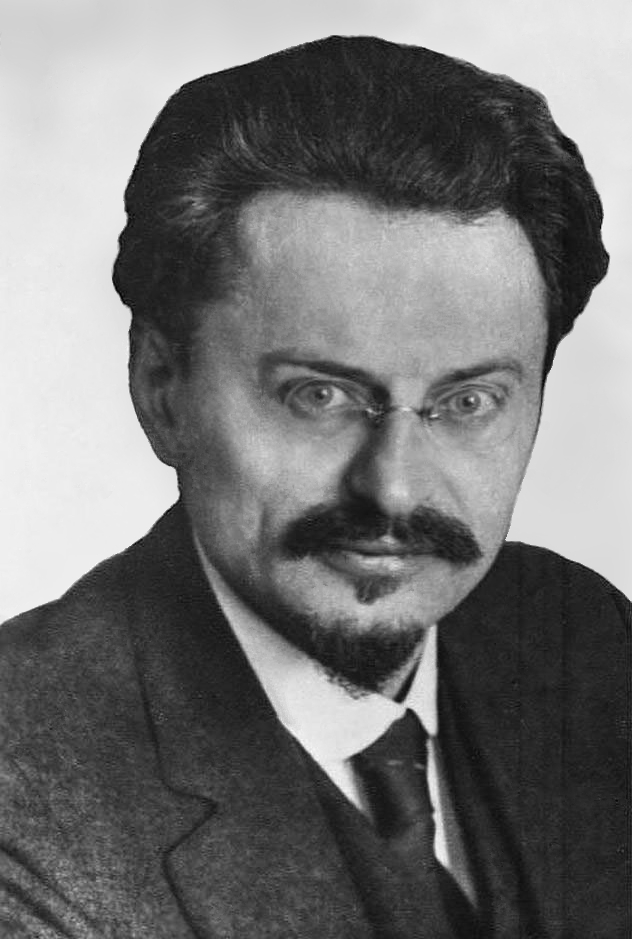
Троцкий в 1929